# Liocleonus
Liocleonus — рід жуків родини Довгоносики (Curculionidae).

## Зовнішній вигляд
Жуки цього роду мають середні та досить крупні розміри, довжина їх тіла сягає 12-21  мм. Основні ознаки:
- головотрубка паралельнобічна, із широкою та глибокорю борозною посередині;
- очі вузькі;
- 1-й  членик джгутика вусиків довший за 2-й;
- передньоспинка із трьома повздовжними борозенками, в середній з яких невеличкий кіль;
- передньоспинка кутовидна посередині заднього краю, з серединною ямкою поблизу заднього краю;
- надкрила паралельнобічні, біля основи не ширші за передньоспинку, їх довжина більше, ніж вдвічі, перевищує ширину на рівні плечей;
- 1-й членик задніх лапок довший за 2-й, 2-й не довший за дволопатевий 3-й  лапки знизу вкриті губчастими підошвами;
- верх тіла у чорно-білих смужках та плямах;
- нижняя частина тіла і ноги густо вкриті світлими лусочками, черевце без голих чорних плям.

## Спосіб життя
Вивчений для пустельного виду Liocleonus clathratus. Його активні імаго з'являються у другій половині весни і живляться листям та молодими пагонами тамариксу, паруються і відкладають на кореневу шийку та корені яйця. Личинка живе у рослинних тканинах, які утворюють навколо неї гал розміром 2-3  см. Восени вона заляльковується, жук нового покоління вигризає отвір і виходить назовні.

## Географічне поширення
Ареал роду охоплює південь Палеарктики: від Алжиру до Китаю, окремі знахідки на Північному Кавказі, в Закавказзі, у тропічній Азії.

## Класифікація
У цьому роді описано два види:
- Liocleonus clathratus (Olivier, 1807)
- Liocleonus umbrosus Chevrolat, 1873  — Іран, Пакистан, тропічна Азія

## Практичне значення
Liocleonus clathratus шкодить тамариксу у піскозакріплювальних та декоративних насадженнях.